# 北海道上磯高等学校
北海道上磯高等学校（ほっかいどうかみいそこうとうがっこう、Hokkaido Kamiiso High School）は、北海道北斗市にある公立（道立）の高等学校。

## 沿革
- 1951年 - 北海道函館商業高等学校上磯分校として設立
- 1952年 - 北海道上磯高等学校として独立
- 1966年 - 家政科設置
- 1973年 - 道立移管
- 1995年 - 家政科を生活文化科へ学科転換
- 2004年 - 生活文化科閉科
- 2017年 - 募集定員80名から、募集定員40名へ定員減。[1]
- 2017年 - 同校舎内に北斗高等支援学校を開校。

## アクセス
- 道南いさりび鉄道線清川口駅より徒歩6分